# Esposende
Esposende là một huyện thuộc tỉnh Braga, Bồ Đào Nha. Huyện này có diện tích 95 km², dân số thời điểm năm 2001 là 33325 người.